# Vicente Gil
Vicente Gil foi um pintor régio português ativo em Coimbra no período de 1491 e 1518.
O historiador Vergílio Correia propôs que o conjunto de pinturas de características homogéneas, procedendo na sua maioria de Coimbra, e atribuídas ao denominado Mestre do Sardoal, estariam intimamente relacionado com a atividade em Coimbra no referido período de um produtivo pintor régio de nome Vicente Gil. Este pintor havia recebido por alvará de D. João II o privilégio de usar armas, sinal de um elevado estatuto social, sendo-lhe reconhecida vida citadina, vultuosos bens e influências no círculo de D. Leonor.
Vicente Gil teve um filho de nome Manuel Vicente que esteve em atividade também em Coimbra entre 1521 e 1530, colaborando na oficina do pai.
Para os historiadores de arte Pedro Dias e Vítor Serrão, sendo a obra reunida sob a autoria do Mestre do Sardoal uma produção clara de oficina, com sucessivos mestres atuando em parceria e conhecedores das obras uns dos outros, a hipótese fundamentada de Vergílio Correia pode explicar a evolução tradicionalista da escola coimbrã que tem as suas raízes na obra do Mestre do Retábulo de Santa Clara-a-Velha, com quem existem semelhanças de desenho e composição.
Assim sendo, a Vicente Gil e aos seus colaboradores se deve o Políptico do Sardoal, conjunto de características mais arcaicas de influências mistas, o Políptico de Celas e a importante Assunção da Virgem (MNMC), esta já de vagas influências florentinas.
Ao seu filho Manuel Vicente se devem obras mais tardias como o S. Bartolomeu (MNMC), do S. Vicente (Museu de Beja) das predelas de Semide (MNAA) e do Políptico de Montemor-o-Velho que exibe num dos painéis a suposta data "XX" (1520?).
Este pintor marcou a transição do século XV para o século XVI inserindo-se a sua atividade no contexto do manuelino, estilo que coincide na Europa com o final do gótico e o início do Renascimento.

## Outras Obras
Adoração dos Reis Magos (c. 1501-25), no MNAA.